# Hiroto Nakagawa
Hiroto Nakagawa (jap. 中川 寛斗 Nakagawa Hiroto; ur. 3 listopada 1994) – japoński piłkarz występujący na pozycji pomocnika. Obecnie występuje w Kashiwa Reysol.

## Kariera klubowa
Od 2013 roku występował w klubach Shonan Bellmare i Kashiwa Reysol.